# Dirty White Boy
Dirty White Boy est un groupe américain de glam metal, originaire de Los Angeles, en Californie. Formé en 1988, il comprend David Glen Eisley au chant, Earl Slick à la guitare, F. Kirk Alley à la basse, et Keni Richards à la batterie.

## Historique
Dirty White Boy ne publie en novembre 1990 qu'un seul album intitulé Bad Reputation et produit par Beau Hill. Malgré la présence de musiciens prestigieux dont le plus célèbre était Earl Slick, l'échec commercial fut total et précipita la séparation du groupe après une très courte tournée européenne, l'album n'étant pas classé dans le Billboard 200 et n'obtenant aucune certification de la RIAA,,.

## Membres
- David Glen Eisley - chant, clavier, harmonica (1988-1991)
- Earl Slick - guitare, chœurs (1988-1991)
- F. Kirk Alley - guitare basse, chœurs (1988-1991)
- Keni Richards - batterie, percussions, chœurs (1988-1991)